# Uriménil
 Uriménil  es una población y comuna francesa, en la región de Lorena, departamento de Vosgos, en el distrito de Épinal y cantón de Xertigny.

## Demografía
| 1029 | 1090 | 1320 | 1538 | 1502 | 1397 | 1355 | 1355 | 1348 |
| Para los censos de 1962 a 1999 la población legal corresponde a la población sin duplicidades (Fuente: INSEE [Consultar]) |      |      |      |      |      |      |      |      |